# NGC 6301
NGC 6301 = IC 4643 ist eine Spiralgalaxie vom Hubble-Typ Sc im Sternbild Herkules am Nordsternhimmel. Sie ist schätzungsweise 381 Millionen Lichtjahre von der Milchstraße entfernt und hat einen Durchmesser von etwa 200.000 Lichtjahren.
Im selben Himmelsareal befinden sich u. a. die Galaxien NGC 6311 und NGC 6312.
Das Objekt wurde  am 11. Juni 1788 vom deutschen Astronomen Wilhelm Herschel mit einem 18,7-Zoll-Spiegelteleskop entdeckt, der sie dabei mit „a vS, F star involved in eF nebulosity“ beschrieb. In seinen „Philosophical Transactions“ von 1791 schrieb er im Rückblick „Suspected, stellar. By a second observation it is verified, and called a very small star involved in extremely faint nebulosity“.
Auf Grund eines Fehlers in Herschels Positionsangabe führte die Beobachtung derselben Galaxie von Johann Palisa im Jahr 1896 im Index-Katalog unter IC 4643 zu einem weiteren Eintrag.